# 弗拉姆雷库尔
弗拉姆雷库尔（法語：Flammerécourt，法語發音：[flamʁekuʁ]）是法国上马恩省的一个市镇，属于圣迪济耶区。

## 地理
弗拉姆雷库尔（48°21'44"N, 5°2'29"E）面积10.52 平方千米，位于法国大東部大區上马恩省，该省份为法国东北部内陆省份，北起马恩省和默兹省，西接奥布省，西南接科多尔省，东南接上索恩省，东临孚日省。
与弗拉姆雷库尔接壤的市镇（或旧市镇、城区）包括：布莱库尔、布拉谢、沙尔姆昂朗格勒、居德蒙-维利耶、布莱斯龙河畔莱谢尔、马恩河畔鲁夫鲁瓦。

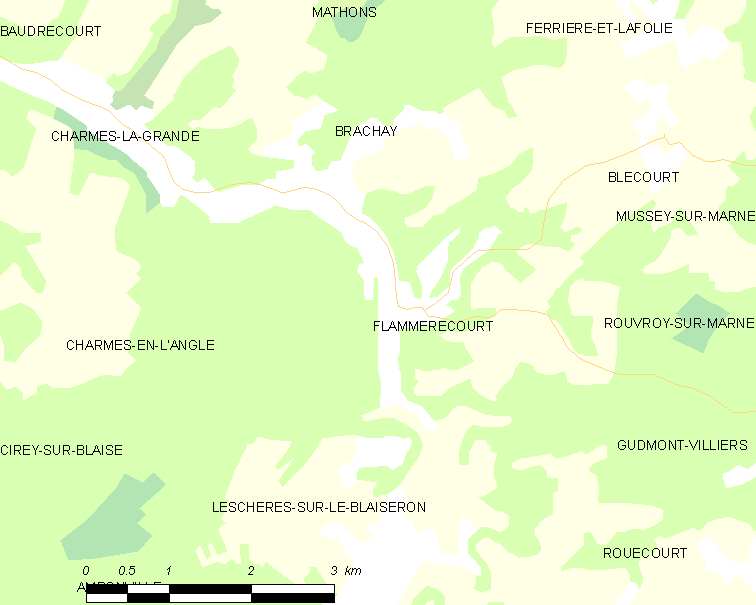
弗拉姆雷库尔的OSM定位图

弗拉姆雷库尔的时区为UTC+01:00、UTC+02:00（夏令时）。

## 行政
弗拉姆雷库尔的邮政编码为52110，INSEE市镇编码为52201。

## 政治
弗拉姆雷库尔所属的省级选区为茹安维尔县。

## 人口

1962-2008年间弗拉姆雷库尔人口变化图示

弗拉姆雷库尔于2022年1月1日时的人口数量为71人。